# Колорадо Рокіс
«Колорадо Рокіс» (англ. Colorado Rockies) заснована у 1993 професійна бейсбольна команда розташована в місті Денвер в штаті Колорадо. Команда є членом Західного дивізіону, Національної бейсбольної ліги, Головної бейсбольної ліги.
Домашнім полем для «Колорадо Рокіс» — Курс Філд.
«Рокіс» досі не виграли Світову серію (чемпіонат бейсболу США).

## Посилання

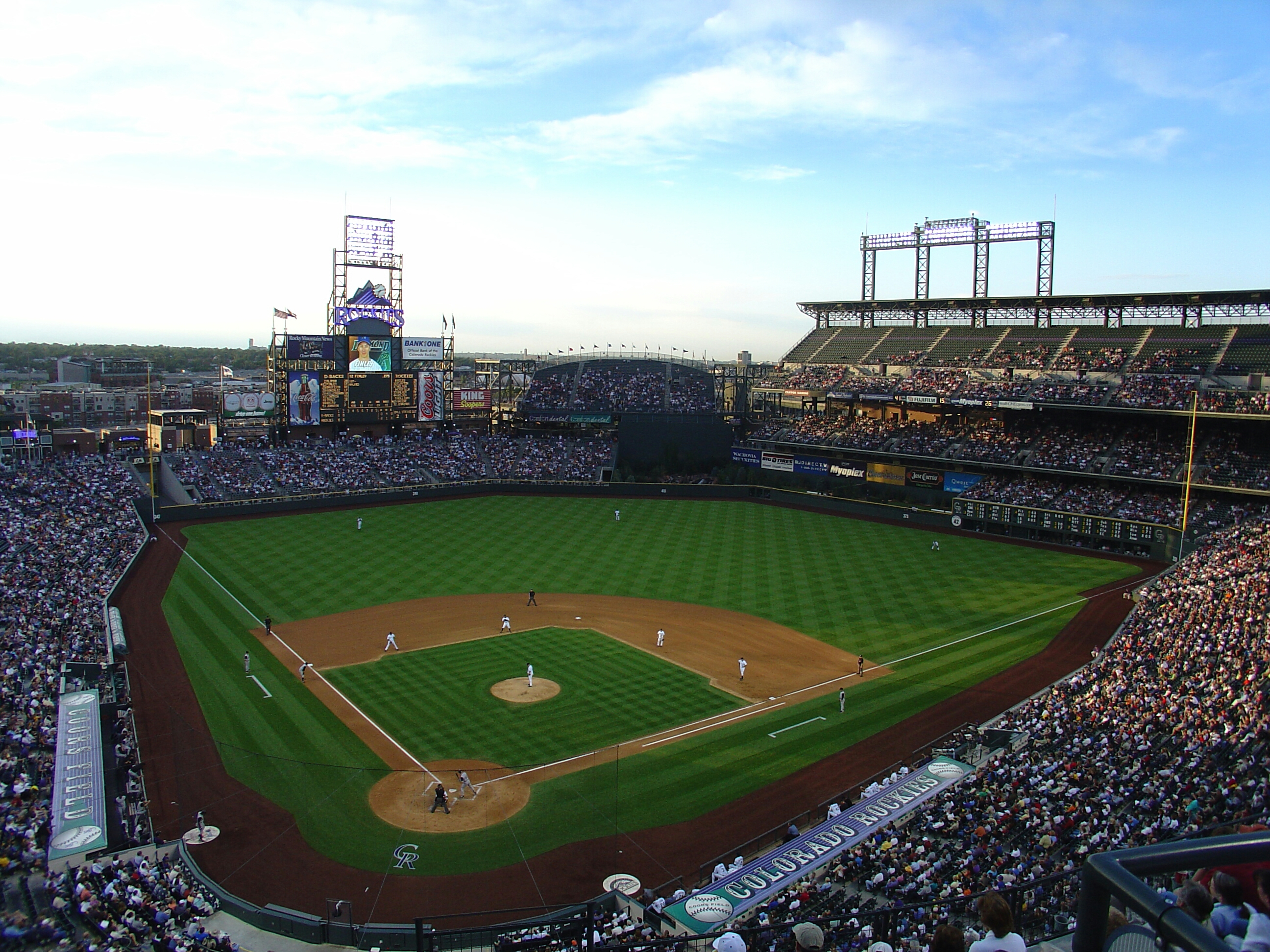
Курс Філд